# 鄔麗珠
鄔麗珠（Wu Lai Chu）（1907年—1978年6月23日），籍貫浙江省宁波府定海縣（今舟山市定海区），是中國影壇裡第一位女性武打演員，外號「女泰山」。她的武功根基深厚，而且一直都鍛煉不瑕，動作異常矯健出色。她活躍於20世紀30年代至50年代的上海及香港電影，息影作《雌虎鬧京華》（1963年），在香港期間演出約廿齣國語及粵語電影。。

## 家庭
- 鄔麗珠的丈夫是著名導演任彭年（1894年﹣1968年2月23日）[3]。

- 鄔麗珠的女兒是著名導演任意之（1925年﹣1978年1月30日）[4]，在女兒患癌症在廣州市逝世前，鄔麗珠曾回香港探望[5]。

## 逝世
息影後的鄔麗珠已移民泰國，1978年6月23日在泰國病逝，享年71歲，1978年6月28日在泰國首都曼谷出殯。

## 外部連結
- 香港影庫：鄔麗珠 （页面存档备份，存于）
- 矮小的鄔麗珠小姐偽裝大日本皇軍與中華民國的平民一起痛擊日寇的打抖片斷 （页面存档备份，存于）
- 鄔麗珠小姐的大特寫演出片斷 （页面存档备份，存于）